# Where Love Is
Where Love Is er en amerikansk stumfilm fra 1917.

## Medvirkende
- Anna Murdock som Norma Hardacre
- Shirley Mason som Aline Marden
- Mabel Trunnelle som Mrs. Constance Deering
- Henry Stanford som Jimmie Padgate
- Bigelow Cooper som Morland King